# Batalla de Pore
La Batalla del Pantano de Vargas fue un enfrentamiento armado que se presentó en cercanías al municipio de Paipa el 25 de julio de 1819, entre las tropas independentistas y las tropas realistas en la campaña libertadora por la independencia de Colombia.
En ella, el ejército venezolano-granadino al mando de Simón Bolívar pretendía cerrar el paso a las fuerzas de apoyo de José María Barreiro que se dirigían a la ciudad de Bogotá. Esta batalla resultó difícil para los hombres al mando de Bolívar, que estuvieron cerca de la derrota ya que el ejército se encontraba agotado y desorganizado tras el difícil ascenso al páramo de Pisba. Sin embargo, el ataque por el flanco del destacamento de la legión británica al mando del coronel James Rooke, y una oportuna carga de caballería de los lanceros del coronel Juan José Rondón, recién llegados al campo de batalla, revirtieron la situación. Rooke, sin embargo, resultó gravemente herido en el ataque y fallecería algunos días después. Posterior a este ataque, las tropas realistas huyeron a los Molinos de Bonza.
Gracias a esta maniobra militar, el ejército libertador llegó a Tunja el día 4 de agosto de 1819.

## Acontecimientos previos
El 12 de junio de 1819, las tropas del general Simón Bolívar se reunieron en Tame con las tropas granadinas bajo el mando del general Francisco de Paula Santander. Allí se decidió que la campaña libertadora continuaría por la ruta hacia Pore, utilizando el camino de Labranza Grande. Y el Libertador decidió atravesar el páramo de Pisba. Al llegar a Paya, el ejército patriota encontró un fuerte realista bien diseñado, bien defendido y que finalmente sería capturado por el general Santander con grupos de asalto.
El paso del páramo era totalmente inclemente con las tropas, que se vieron altamente afectadas por las difíciles condiciones que el terreno presentaba. Una gran cantidad de soldados se perdieron en la travesía, ya fuera debido al frío, al hambre o, menos frecuentemente, a enfermedades. La caballería sufrió pérdidas catastróficas, pues todos los animales que el ejército llevaba se perdieron en el camino, por lo que la división de caballería del ejército dejaría de existir durante la travesía. Las armas de fuego tuvieron que cargarse con mucho cuidado para evitar que los cartuchos se dañaran con las lluvias.
La vanguardia del ejército, al mando del general Santander, llegó al pueblo de Socha el 5 de julio, luego de atravesar el páramo en su totalidad. En ese pueblo, y con el apoyo de los pueblos cercanos, las tropas descansaron, y fueron ayudadas a recuperarse. Al día siguiente, las tropas del comandante José Antonio Anzoátegui arribaron al mismo sitio, donde también fueron auxiliadas.
Cuando los españoles se enteraron de la invasión patriota, enviaron tropas hacia la región invadida bajo el mando del General Barreiro. Dos bloques de 800 hombres fueron enviados a Corrales y Gámeza, junto al río Chicamocha. En ese sitio sucedieron varios enfrentamientos que culminarían con la victoria de las tropas patriotas a cargo del militar caraqueño Justo Briceño en Corrales y la vanguardia del ejército comandado por Santander en Gámeza que obligó a los realistas a retirarse a Tópaga, serie de combates conocido como la batalla de Gámeza.
Luego de esta refriega, el ejército libertador, se repliega a Tasco nuevamente el día 12 de julio y entra a Corrales de Bonza el día 20 de julio, ordenados en orden de batalla buscando el encuentro con Barreiro, pero este rehúye el combate protegiéndose en la altura; en esta situación sorpresivamente la madrugada del 25 de julio los granadinos se desplazan en dirección a Paipa con el ánimo de cortar la comunicación del ejército realista con Santafé de Bogotá. Barreiro se percató de este movimiento, entonces desplazó también sus tropas y se movió casi en paralelo a Bolívar logrando ubicar su ejército en el cerro el Picacho, desde donde dominaba el paso del ejército libertador por el pantano de Vargas.

## Desarrollo de la batalla

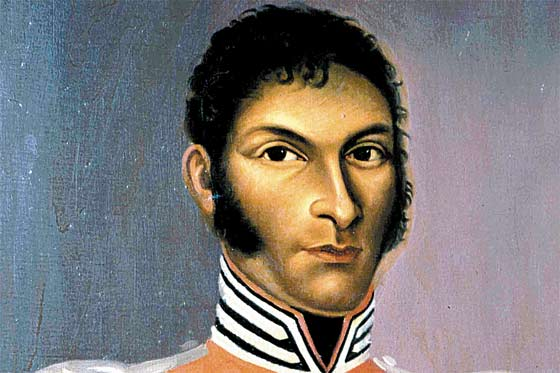
Retrato de Juan José Rondón por Constancio Franco

Para el día de la batalla, el 25 de julio de 1819, Bolívar logró reunir unos 2.200 hombres. El general decide guiar a las tropas por el camino del Salitre de Paipa, para realizar un ataque por la retaguardia enemiga. Cuando las tropas avanzaban por el este del Pantano de Vargas, los realistas llegaron a cerrarles el paso. Las tropas patriotas se situaron frente a las españolas; estas últimas, sin embargo, tenían ventaja de terreno y al menos 3000 efectivos, que inclinarían la batalla a su favor.
Bolívar envió dos batallones de infantería al mando de Anzoátegui por la derecha y el resto de la infantería al mando de Santander por la izquierda, y dejó en la retaguardia la caballería a su mando. Barreiro a su vez ubica sus fuerzas en tres líneas aprovechando a su favor el declive del terreno. 

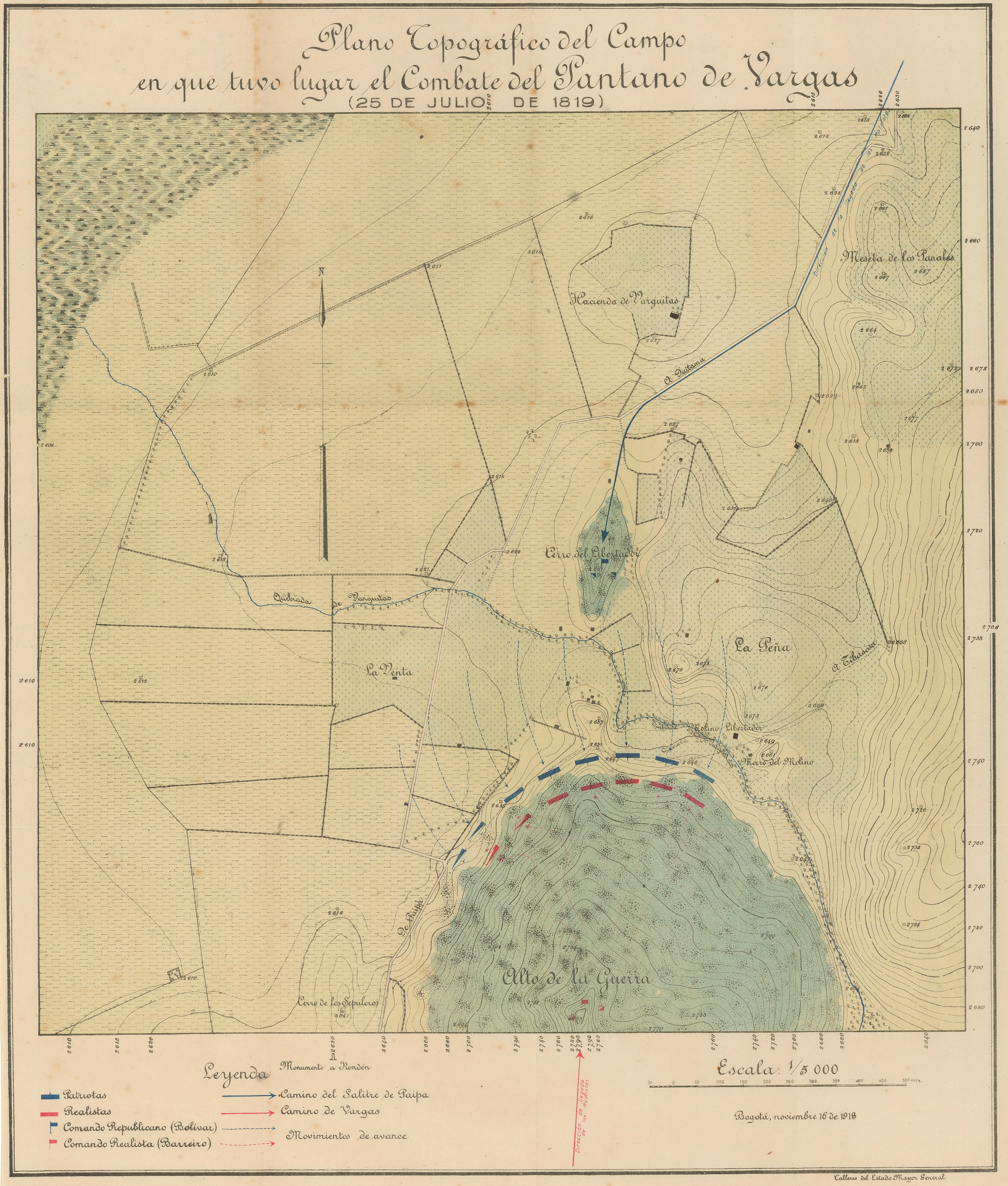
Mapa de la batalla del Pantano de Vargas.

A las 11 de la mañana inició el combate. Los dos batallones de Anzoátegui avanzan por la derecha pero fueron atacados y obligados a retroceder por los españoles para evitar el envolvimiento por parte de estos, más numerosos; al observar esta situación Bolívar ordenó a Santander el ataque por la izquierda lo que disminuyó la presión de los dos batallones de la derecha que atacaron nuevamente haciendo retroceder al ejército realista abandonando el terreno conquistado. La idea de Bolívar consistía en incitar a Barreiro a enviar sus reservas a la batalla con cada retroceso de sus tropas. Luego de dos horas de combate, las tropas realistas obligaron a la izquierda patriota, que estaban bajo el mando de Santander y que cargaba con bayonetas continuamente, a retroceder, pero Bolívar ordenó una contraofensiva que recuperó el terreno. Un soldado enemigo disparó hacia la nuca del general Santander; el coronel París, quitándole la guerrera, verificó que el proyectil no hubiese penetrado la piel. En ese momento el jefe patriota envió al combate a la legión británica, bajo el mando de James Rooke, que cargó contra los enemigos. Este movimiento detuvo el avance de las tropas españolas, que sin embargo continuaron la lucha ferozmente. Barreiro envió entonces el resto del ejército español para repeler a los patriotas, quienes retrocedieron totalmente desorientados, con lo que la victoria española se vio prácticamente asegurada. 
A las seis de la tarde, cuando la derrota era inminente, Bolívar decidió enviar a las últimas reservas de su ejército, conformada por lanceros llaneros liderados por el venezolano Juan José Rondón. Fue entonces cuando Bolívar gritó la histórica frase «Coronel, ¡Salve usted la patria!», a lo que el coronel contestó «Es que Rondón no ha peleado todavía». En esta acción de la caballería se destacaron también los oficiales venezolanos Leonardo Infante y Lucas Carvajal, de quien el general Santander expresaría: «la gloria del pantano de Vargas pertenece al Coronel Rondón y al Teniente Coronel Carvajal; a ningún otro se le concedió sino a ellos en aquel glorioso día el renombre de valientes». Fue así como Rondón seguido inicialmente por 14 llaneros más, a los que luego se unirían los demás jinetes que no habían luchado aún, emprendieron la lucha, haciendo frente al ejército realista, que ya se encontraba desordenado y sin capacidad de reacción, asumiera su derrota y retiro de esta batalla decisiva. Barreiro entonces replegó las tropas que le quedaban hacia Paipa y Molinos de Bonza, mientras el ejército de Bolívar regresaba victorioso a Corrales de Bonza al día siguiente. El comandante Rooke fue herido de gravedad en el combate, y moriría pocos días después.
De esa forma se dio por terminada la batalla de Pantano de Vargas, que culminó con la victoria patriota, y que dejó como resultado 350 bajas en el ejército patriota, y 500 en el realista. Esta victoria sumado al movimiento estratégico de Simón Bolívar, denominado la contramarcha de Paipa darían la base que definiría el combate decisivo que ocurriría 12 días después, el 7 de agosto de 1819, en la Batalla del puente de Boyacá.

## Consecuencias
Las consecuencias a corto plazo fueron enormes, ya que sirvieron de estímulo militar y psicológico a las fuerzas libertadoras, desmoralizando y poniendo en retirada a los españoles.
El grito de Simón Bolívar Salve usted la Patria es el lema del arma de caballería del ejército de Colombia. 
Se afirma además que en la carga de lanceros se encontraba el sargento Inocencio Chincá, que le da su nombre a la Escuela de Suboficiales.
Tras la estampida de los 14 llaneros, Bolívar gritó a algunos oficiales subalternos "Infante, Mojica, Carvajal, ¡este es el momento de vencer o morir!" convirtiendo esta última afirmación en el lema del arma de Ingenieros. 
El coronel James Rooke, herido en el campo de batalla bajo el fuego de la artillería, fue atendido por un médico que le amputó un brazo sin que él diera queja alguna: luego de esto, tomó el brazo desprendido con la otra mano y lo levantó gritando ¡Viva la patria!. El médico, curioso, le preguntó "Which Country? Ireland or England?" (¿Cuál patria Irlanda o Inglaterra?) y él movió la cabeza negativamente, y contestó "The Country which will bury me" (La patria que me dará sepultura). Rooke moriría pocos días después en un convento de Belencito, en el actual departamento de Boyacá.

## Monumento
Para la celebración de los 150 años de la independencia, el maestro Rodrigo Arenas Betancourt esculpió la obra en bronce y concreto de 33m de altura (la más grande de Colombia) ubicada cerca del municipio de Paipa. La imagen que encabeza este artículo corresponde a dicho monumento.